# Croix de Caumont
La croix de Caumont est un monument situé à Caumont, en France.

## Historique
L'édifice est daté des XVIe et XXe siècles.
La croix est inscrite comme monument historique depuis le 24 novembre 1961.